# 구암3.1로
구암3.1로(Guam3.1-ro)는 전라남도 군산시 흥남동 군산화물역 사거리에서 군산시 구암동구암삼거리를 잇는 도로이다.

## 주요 경유지
전북특별자치도
- 군산시 (흥남동  . 경암동 . 구암동)

## 노선 경로
| 이름             | 접속 노선              | 경유지        | 경유지        | 비고          |
| 미원로와 직결    | 미원로와 직결          | 미원로와 직결 | 미원로와 직결 | 미원로와 직결 |
| ---------------- | ---------------------- | ------------- | ------------- | ------------- |
| 군산화물역사거리 | 국도 제26호선 (중앙로) | 군산시        | 흥남동        |               |
| 경암사거리       | 국도 제21호선 (해망로) | 군산시        | 경암동        |               |
| 경포교           |                        | 군산시        | 경암동        |               |
| 진포사거리       | 진포로                 | 군산시        | 경암동        |               |
| 연인사거리       | 조촌로                 | 군산시        | 경암동        |               |
| 구암교           |                        | 군산시        | 구암동        |               |
| 구암교사거리     |                        | 군산시        | 구암동        |               |
| 구암사거리       | 구암로                 | 군산시        | 구암동        |               |

## 주요건물 및 시설
- 군산경찰서 (전북특별자치도 군산시 경암동 구암3.1로 82)
- CU 경암대로점 (전북특별자치도 군산시 경암동 구암3.1로 88)
- 이마트 군산점 (전북특별자치도 군산시 경암동 구암3.1로 137)
- 경암119안전센터 (전북특별자치도 군산시 경암동 구암3.1로 147)
- GS칼텍스 (전북특별자치도 군산시 경암동 구암3.1로 161)
- 타이어뱅크 군산서천점 (전북특별자치도 군산시 경암동 구암3.1로 170)
- SK에너지 행복충전 군산충전소 (전북특별자치도 군산시 경암동 구암3.1로 198)